# Jesus Christ Superstar (film)
Jesus Christ Superstar è un film del 1973 diretto da Norman Jewison, trasposizione sul grande schermo del musical omonimo di Tim Rice, autore dei testi, e Andrew Lloyd Webber, autore della musica.
L'opera narra l'ultima settimana della vita di Cristo prima della morte per crocifissione. Per la loro interpretazione, rispettivamente di Gesù e Giuda, Ted Neeley e Carl Anderson sono stati candidati al Golden Globe nel 1974.

## Trama
- Overture

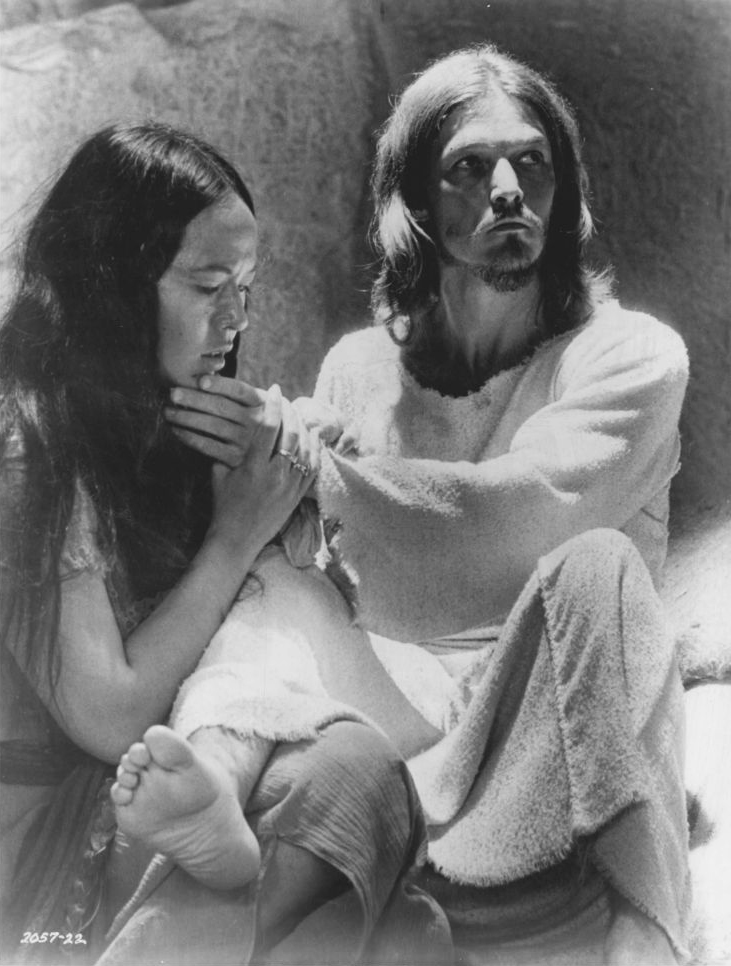
Ted Neeley e Yvonne Elliman, nei ruoli di Gesù e Maria Maddalena, in una fotografia di scena.

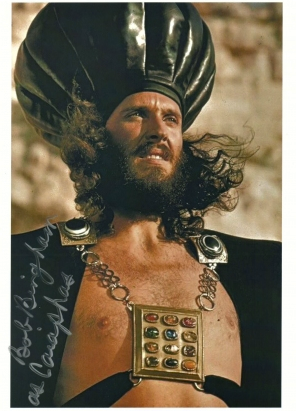
Bob Bingham, nel ruolo di Caifa.

Un gruppo di attori arriva in pullman con l'obiettivo di interpretare Jesus Christ Superstar. Gli attori scaricano il materiale dal pulmino e cominciano a prepararsi, accompagnati dai temi musicali che ritroveremo lungo il film. L'ultimo a prepararsi è Gesù, mentre Giuda si allontana preoccupato.
- Heaven On Their Minds [Il paradiso nelle loro menti]

Giuda, riflettendo per conto suo, teme la piega che stanno prendendo gli eventi: lo preoccupa la popolarità di Gesù che, ormai considerato come un dio, sta perdendo di vista i loro obiettivi primari. Giuda ritiene che in un paese come il loro, occupato da una forza straniera, il fanatismo possa ritorcerglisi contro e che i Romani possano arrivare ad annichilirli, se dovessero subodorare una rivolta. Cerca quindi di mettere in guardia il suo maestro, ma non ottiene la considerazione sperata.
- What's The Buzz? [Cos'è questo fermento?]

I discepoli sono in fermento: assillano Gesù di domande su quello che sta succedendo, su quando andranno nella capitale Gerusalemme, su come e quando inizieranno ad agire. Essi non capiscono che l'orizzonte degli eventi è ben più ampio, che il disegno perseguito da Gesù non contempla lo scontro e che al momento l'unica cosa di cui egli ha bisogno è un po' di riposo. Maria Maddalena, affascinata dal Messia, si offre di dargli ristoro, rinfrescandogli fronte e piedi, mettendosi totalmente al suo servizio.
- Strange Thing Mystifying [Qualcosa che non mi convince]

A questo punto interviene Giuda: accusa Gesù per la sua condotta, affermando che un uomo della sua levatura morale non può perdere tempo con donne del genere e che non conviene alla loro causa che egli si faccia vedere in giro con una ex-prostituta qual è Maria Maddalena. Gesù lo interrompe bruscamente prendendo le difese della donna, che da quel momento è sotto la sua protezione.
- Then We Are Decided [Allora siamo d'accordo]

I Sommi Sacerdoti Anna e Caifa sono preoccupati per la crescente popolarità di Gesù: temono che il loro potere venga meno e che la casta sacerdotale perda influenza sul popolo, il quale potrebbe perfino arrivare ad eleggere Gesù come loro re, provocando così la disastrosa reazione dei Romani e portando quindi la nazione intera alla rovina. I due decidono la sorte ultima di Gesù, l'inevitabile morte, e si accingono a comunicarla al resto del Sinedrio. Il brano non figura nell'opera rock originale e fu aggiunto appositamente per rendere il film più completo.
- Everything's Alright [Va tutto bene]

Maria Maddalena è sempre più presa da Gesù, lo assiste, lo ristora, lo massaggia con preziosi unguenti, ma è ripresa da Giuda che le fa notare che i soldi spesi per gli oli profumati avrebbero potuto essere usati per altre più utili cause o meglio donati ai poveri. Gesù difende ancora Maria Maddalena e ribatte che non è possibile salvare il mondo in quel modo: per quanto loro si impegneranno ci saranno sempre i poveri, mentre bisogna approfittare della figura di Cristo finché egli è presente, perché presto non ci sarà più; Giuda rimane attonito da queste parole.
- This Jesus Must Die [Questo Gesù deve morire]

Il Sinedrio si riunisce e sotto le pressioni e le arringhe di Anna e Caifa decide infine all'unisono di far fare a Gesù la stessa fine di Giovanni il Battista: ucciderlo.
- Hosanna [Osanna]

Gesù arriva a Gerusalemme e viene accolto trionfalmente dalla povera popolazione oppressa. Caifa intima a Gesù di disperdere la folla o la sederà come se fosse una rivolta. Gesù replica che è una manifestazione spontanea ed inevitabile al punto che, se anche loro smettessero, le rocce e i sassi comincerebbero a cantare al posto loro. Il popolo gioisce a queste parole e Caifa, sconfitto, decide di lasciar perdere per non far degenerare la situazione.
- Simon Zealotes/Poor Jerusalem [Simone lo Zelota/Povera Gerusalemme]

L'apostolo Simone lo Zelota è il più infiammato del gruppo e, circondato dai suoi seguaci, declama la sua enorme ammirazione per Gesù, dichiarandosi pronto ad agire per lui in qualunque momento. Il gruppo si sente forte e numeroso, abbastanza per respingere una volta per tutte l'occupazione di Roma. Tuttavia Gesù rifiuta questa lettura della sua missione e ricorda che non è lo scontro il suo vero intento: ribalta il concetto di vero potere e gloria e tenta di spiegare che solamente attraverso il sacrificio si vince sulla morte stessa. Simone non comprende a fondo le parole del suo maestro e rimane stupito.
- Pilate's Dream [Il sogno di Pilato]

Nello stesso tempo il prefetto Ponzio Pilato sta riflettendo su uno strano sogno premonitore denso di significati che ha fatto, riguardo all'incontro con un enigmatico galileo. Nel sogno si ritrova accusato dall'intero genere umano, per il resto dell'eternità, di essere colpevole della morte di questo stesso uomo.
- The Temple [Il Tempio]

Gesù e i Dodici arrivano al tempio e lo scoprono ridotto a un covo di ladri, di mercanti senza scrupoli e di prostitute: si rendono conto del degrado della loro civiltà e della perdita dei valori religiosi. Gesù li caccia furioso dal tempio, inveendo sui presenti e devastando tutto quello che vi trova.
Sconsolato, Gesù si allontana e rimasto solo rivela di essere sempre più oppresso da questo ultimo periodo della sua vita, conscio che ormai il suo compito ed il suo tempo stanno per finire e terribilmente abbattuto dalla morte che si avvicina. In quel girovagare incontra un gruppo di lebbrosi e malati vari, esiliati ai confini della città, che chiedono pietosamente di essere guariti dalla loro condizione. Gesù tenta di curarli con l'imposizione delle mani ma la folla è troppo vasta, lo sommerge, lui è troppo poco per tutte quelle persone e disperato chiede di essere lasciato in pace, andandosene.
- I Don't Know How To Love Him [Non so come amarlo]

Più tardi, quella stessa sera, Maria Maddalena riesce a placarlo e confortarlo. Ormai si accorge di essersi perdutamente invaghita di Gesù, ma non sa come comportarsi con lui.
- Damned For All Time/Blood Money [Dannato per l'eternità/Denaro sporco]

Giuda è in preda ai dubbi e sta vivendo un enorme conflitto: dal suo punto di vista Gesù ha perso il controllo della situazione e ha smarrito quelli che erano i loro obiettivi iniziali; teme che i Romani possano reprimerli con la violenza da un momento all'altro e pensa che rivolgersi alle alte cariche giudee per un consiglio sia la cosa migliore da fare. Espone la questione ai Sommi Sacerdoti, i quali lo convincono che effettivamente Gesù è fuori controllo e deve essere arrestato, anche per il suo stesso bene. Il Sinedrio gli offre un sacchetto con 30 denari d'argento per la sua collaborazione. Giuda inizialmente rifiuta ma alla fine cede, non trovando altra soluzione e facendosi convincere a usare quei soldi come offerta per i poveri, come è nella sua indole altruista. Accetta dunque di consegnare Gesù, al quale gli assicurano non sarà torto un capello, mentre si trova lontano dalle folle così da evitare una rivolta; rivela che giovedì sera lo potranno trovare, da solo, nel giardino di Getsemani.
- The Last Supper [L'ultima cena]

All'inizio della scena, per un breve istante, il gruppo di Gesù e dei Discepoli si immobilizza, riproducendo l'affresco dell'Ultima Cena di Leonardo da Vinci. Durante l'Ultima Cena, Gesù cerca di lasciare le sue ultime volontà ai suoi fidati discepoli, affermando che il suo tempo ormai è giunto al termine. Gli apostoli non afferrano il senso delle sue parole, esitano nello sbigottimento e Gesù, ormai al limite, esplode in un'aspra critica nei loro confronti, accusandoli di non aver capito niente della sua missione. Afferma anche che Pietro lo rinnegherà per ben tre volte e che qualcuno addirittura lo tradirà. I discepoli sono in tumulto per questa reazione e Giuda lascia la tavolata, scontrandosi verbalmente con Gesù: in preda alla disperazione, gli ricorda che è stato il suo primo seguace e che si è sempre considerato il suo braccio destro, ma da quando gli eventi sono precipitati non riesce più a capirlo. Non si capacita di come a Gesù possa essere tanto sfuggita di mano la situazione e lo implora di ritornare sui suoi passi. Gesù non vuole discutere oltre e gli intima di raggiungere coloro che lo stanno aspettando. Mentre fissa il suo primo discepolo correre via nello sconforto, il volto di Gesù all'inizio è sprezzante ma improvvisamente diventa sofferente, malinconico, addolorato.
- Gethsemane (I Only Want To Say) [Getsemani (Voglio dire solamente)]

Mentre gli Apostoli dormono, invece di vegliare insieme al loro maestro, Gesù prega da solo nell'orto degli ulivi, dà sfogo ai suoi dubbi e interroga Dio sul senso della sua morte imminente che il suo lato umano rifiuta. Alla fine decide di abbracciare il disegno divino, accettando suo malgrado il destino che lo aspetta.
- The Arrest [L'arresto]

L'epilogo inizia: Giuda bacia Gesù affinché le guardie lo possano riconoscere; le guardie arrivano e gli apostoli cercano di opporre resistenza ma Gesù li trattiene, affermando che il loro sodalizio è sciolto e che la cosa ormai riguarda solo lui. Gesù è condotto dai Sommi Sacerdoti, giudicato bestemmiatore e blasfemo e quindi inviato all'autorità romana, ossia da Pilato. La folla è ormai divenuta nemica di Gesù, accusato di essere un fuorilegge nonché un falso profeta, e lo schernisce che se davvero è il messia allora deve liberarsi da solo dalle sue catene.
- Peter's Denial [Il rinnegamento di Pietro]

Nel frattempo Pietro, fermatosi a bere dell'acqua insieme alla Maddalena, viene riconosciuto dai presenti come uno dei seguaci di Cristo e, spaventato per le conseguenze, rinnega Gesù per tre volte come gli era stato predetto. Resosi conto dell'avverarsi della profezia, si rammarica della sua condotta.
- Pilate and Christ [Pilato e Cristo]

Gesù si presenta all'udienza con Pilato che apparentemente non lo riconosce come l'uomo del sogno e trattandolo con sufficienza sentenzia che Gesù, in quanto galileo, debba essere giudicato da Erode.
- King Herod's Song [La canzone di re Erode]

L'eccentrico Erode, che vive in un party perpetuo circondato dai suoi cortigiani, è ansioso di conoscere la super star del momento. Incontra Gesù e con un certo dileggio gli chiede di mostrargli alcune delle sue "magie da baraccone" per cui è tanto famoso, garantendogli la sua protezione nel caso si riveli sul serio il Figlio di Dio. Gesù rimane inerte e silenzioso; Erode lo caccia via deluso, ritenendolo un personaggio fraudolento e tutt'altro che divino.
- Could We Start Again, Please? [Potremmo ricominciare daccapo, per favore?]

Gli apostoli, con in testa Maria Maddalena, non sono ancora consapevoli che tutto stia tragicamente volgendo al termine. Ricordano gli inizi e rimpiangono che la situazione sia precipitata così tanto: vorrebbero ricominciare, riportare tutto a com'era prima, quando seguivano gli insegnamenti di Cristo e spargevano la sua parola.
- Judas' Death [La morte di Giuda]

Giuda capisce che Gesù è ormai travolto dagli eventi e prossimo all'uccisione, quindi si reca dai Sommi Sacerdoti a protestare per il trattamento riservato a Cristo. Le cose non stanno andando come Anna e Caifa gli avevano prospettato: Gesù di lì a poco farà una brutta fine e la gente per sempre si ricorderà di Giuda come "il traditore", dimenticando tutti i suoi buoni intenti e sentimenti per il suo amico e maestro Gesù. Giuda, rendendosi conto di essere stato usato dai Sacerdoti, getta ai loro piedi i 30 denari disgustato; scappa lontano sprofondando nella vergogna e disperato più che mai si impicca.
- The Trial Before Pilate/39 Lashes [Il processo davanti a Pilato/39 frustate]

Gesù è nuovamente portato da Pilato per la sentenza finale e presentato come colpevole. Il prefetto romano pensa che Gesù sia uscito di senno: l'imputato non fa nulla per scagionarsi, pur non avendo commesso alcun crimine, mentre il "furor di popolo" lo vuole crocifisso. Pilato non vuole condannare un innocente e per tentare di placare la sete di sangue della folla lo sottopone alla pena corporale della flagellazione, facendogli infliggere 39 frustate. Nonostante questo però la folla, sobillata dal Sinedrio, reclama con acredine la pena di morte: Pilato preoccupato di possibili malcontenti e sommosse, ma anche a causa della rassegnazione di Gesù, lo condanna suo malgrado a morte, dichiarandosi innocente del suo sangue.
- Superstar [Grande divo]

Dopo la condanna a morte, durante l'ultima notte vissuta da Gesù, lo spirito di Giuda scende dal cielo vestito di bianco: domanda a Gesù se veramente ne valesse la pena e come sarebbero andate le cose se fosse venuto al giorno d'oggi, invece che 2000 anni fa, quando i mass media non esistevano; continua dicendo che alla fine forse aveva ragione lui: la situazione gli era davvero sfuggita di mano, Gesù forse ha peccato di protagonismo e in fin dei conti la cosa poteva essere condotta in altro modo. Giuda gli chiede anche se non sia stata proprio la fine truculenta che ha fatto ad avergli permesso di essere ricordato per sempre ed aggiunge che la religione non c'entra: anche le altre religioni in fin dei conti hanno le proprie ragioni e il suo Dio non è l'unico al mondo. Ad ogni modo, Giuda sottolinea come tutte queste sue critiche nei confronti di Cristo non siano atte a diffamarlo, sono semplicemente dubbi spontantei nati in lui nel tentativo di riuscire a capire cosa significasse davvero la sua figura.
- The Crucifixion [La crocifissione]

Gesù viene crocifisso e, pronunciate le sue ultime parole, china la testa e spira. Il cast al completo fa le valigie e risale sul pullman; ciascuno, malinconico, getta il suo ultimo sguardo al Cristo crocifisso, soprattutto gli interpreti di Pilato e Maria Maddalena. L'ultimo a salire è l'attore che ha impersonato Giuda, che non riesce a distogliere lo sguardo dalla croce: mentre il motore si accende e il pullman parte, è l'ultimo a rassegnarsi.
- John Nineteen: Fourty-One [Giovanni 19,41]

All'orizzonte, al tramonto, vediamo la croce di Gesù, mentre un pastore con le pecore passa sullo sfondo. Cristo è morto, ma il suo messaggio non si è perso.

## Produzione
Il film è stato girato in Israele, principalmente presso le rovine di Avdat nel deserto del Negev, e in altre zone del Medio Oriente. Le rovine in cui sono ambientate le scene di Anna e Caifa sono quelle del palazzo originale dei Sommi Sacerdoti: le impalcature furono trovate in loco dalla troupe e lasciate per scelta registica. La location dell'ultima cena fu scelta e affittata un anno prima delle riprese. La produzione pagò un abitante del luogo perché coltivasse quel pezzo di terra per fare in modo che al tempo delle riprese ci fosse un prato circondato dal deserto.
I versi di alcune canzoni furono modificati nella trasposizione cinematografica, rispetto a quella teatrale, per rendere il film più accettabile:
- Nel brano The Temple, quando Gesù si trova in mezzo ai lebbrosi, l'esclamazione «Heal yourselves!» (Guaritevi da soli!) è diventata «Leave me alone!» (Lasciatemi in pace!).
- Nel brano Trial Before Pilate, il verso «There may be a kingdom for me somewhere, if I only knew» («Ci potrebbe essere un regno per me da qualche parte, se solo lo sapessi») è diventato «If you only knew» (Se solo lo sapeste).
- Nel brano Judas' Death, il verso «What you have done will be the saving of Israel» (Quello che hai fatto sarà la salvezza di Israele) è diventato «The saving of everyone» (La salvezza di tutti).

I jet che sfrecciano in cielo subito dopo che Giuda accetta di tradire Gesù appartengono all'aeronautica militare israeliana. Norman Jewison chiese un permesso speciale al governo israeliano e ottenne che due piccoli caccia da addestramento del tipo su licenza Fouga Magister passassero sopra la zona delle riprese: il regista ebbe a propria disposizione un solo ciak. L'esercito israeliano, che in quegli anni era sempre in allarme per le molto probabili guerre contro i paesi arabi limitrofi, per un'altra scena con Giuda fornì anche cinque carri armati del tipo Centurion.

## Colonna sonora
| Recensione  | Giudizio |
| ----------- | -------- |
| Discogs     |          |
| MusicBrainz |          |

La colonna sonora del film fu pubblicata in vinile dalla MCA Records nel 1973. La versione in CD fu pubblicata nel 1993 e nel 1998.

### Tracce
Lato 1
1. Overture – 5:26
2. Heaven on Their Minds – 4:22
3. What's the Buzz? – 2:30
4. Strange Things Mystifying – 1:50
5. Then We Are Decided – 2:32
6. Everything's Alright – 3:36
7. This Jesus Must Die – 3:45

Lato 2
1. Hosanna – 2:32
2. Simon Zealotes – 4:28
3. Poor Jerusalem – 1:36
4. Pilate's Dream – 1:45
5. The Temple – 5:26
6. I Don't Know How to Love Him – 3:55
7. Damned for All Time / Blood Money – 4:37

Lato 3
1. The Last Supper – 7:12
2. Gethsemane (I Only Want to Say) – 5:39
3. The Arrest – 3:15
4. Peter's Denial – 1:26
5. Pilate & Christ – 2:57
6. King Herod Song – 3:13

Lato 4
1. Could We Start Again, Please? – 2:44
2. Judas Death – 4:38
3. Trial Before Pilate – 7:47
4. Superstar – 3:56
5. Crucifixion – 2:40
6. John Nineteen: Forty-One – 2:20

## Formazione[1]
- Henry McCullough, Ollie Halsall, Mike Morgan - chitarra elettrica e acustica
- Alan Spenner, John Fiddy, John Gustafson - basso elettrico
- J. Peter Robinson - piano
- Bruce Rowland - batteria e percussioni
- London Symphony Orchestra - orchestra
- André Previn - direzione

## Distribuzione
L'anteprima del film si tenne il 26 giugno 1973 all'Uptown Theater di Washington D.C. e dal 15 agosto dello stesso anno venne distribuito nelle sale statunitensi dalla Universal Pictures. In Italia venne distribuito dal 17 dicembre 1973 dalla Cinema International Corporation.

## Accoglienza

### Il contesto
Il biennio 1972-1973 si trovava in un periodo storico di profonda crisi religiosa per tutto il mondo, ma per contro molti furono i film a tema religioso come Jesus Christ Superstar, Godspell, Gospel Road: A Story of Jesus, Fratello sole, sorella luna, Siddhartha, Greaser's Palace, Marjoe e L'esorcista. David W. Pomeroy, in un articolo per Theology Today, attribuì la tendenza degli studi cinematografici di tutto il mondo a capitalizzare i movimenti di spirito controculturale come il Jesus movement.

### Risposte da parte dei differenti gruppi religiosi

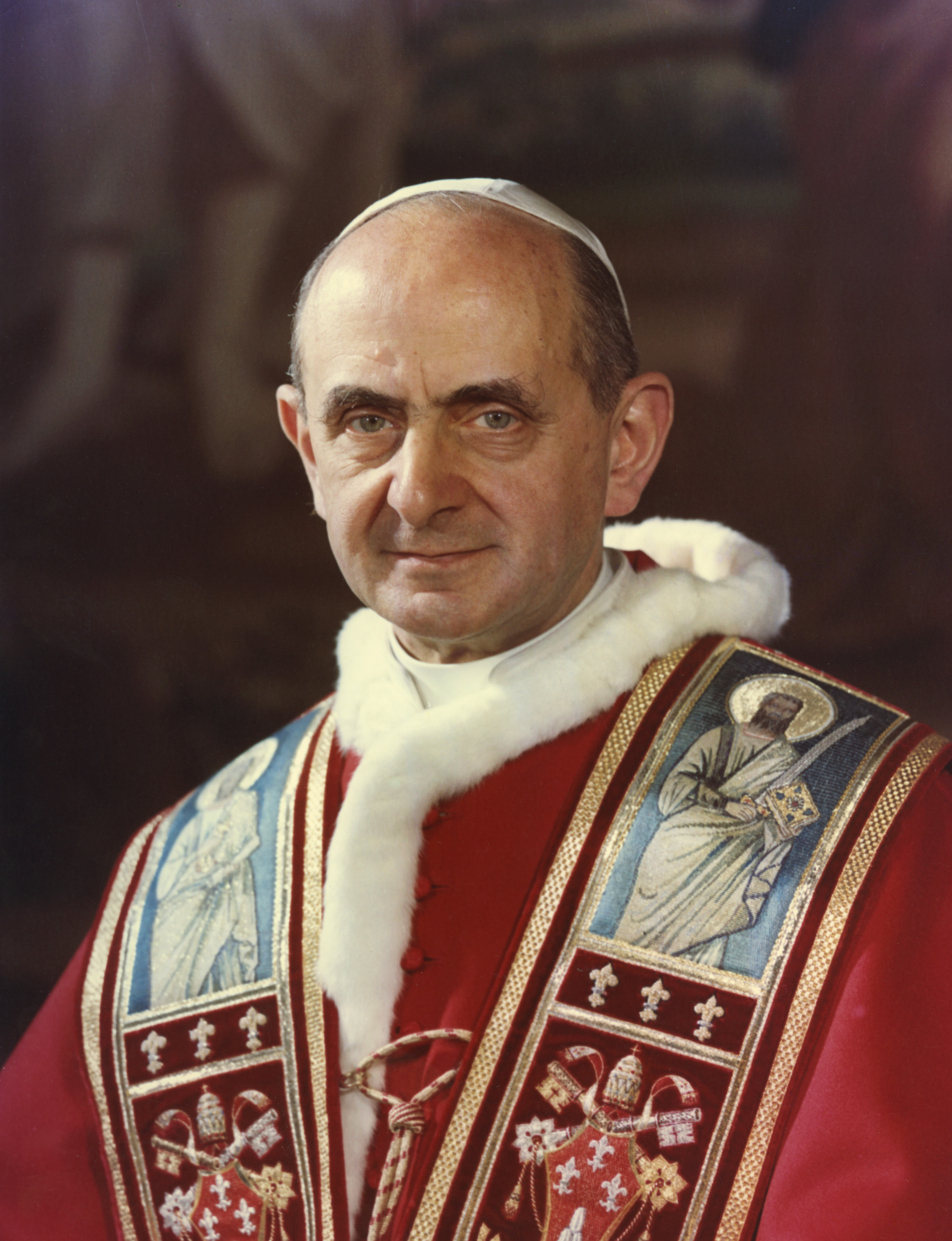
Paolo VI, papa dal 1963 al 1978. Si dice che il pontefice, dopo aver visto il film privatamente, ne fosse rimasto favorevolmente colpito.

Prima di essere distribuito in Italia, il film fu sottoposto al vaglio dell'Osservatore Romano, ma addirittura presentato privatamente a papa Paolo VI, che ne rimase favorevolmente colpito, almeno secondo ciò che Ted Neeley ha affermato in un'intervista. Il pontefice disse al regista: 'Mr. Jewison, non solo apprezzo il vostro film, ma credo che potrà avvicinare ulteriori persone al cristianesimo più di qualsiasi altra cosa in precedenza.'" Per il pontefice, pare che la canzone di Maria Maddalena "I Don't Know How to Love Him" "godesse di una bellezza ispirata". L'Osservatore Romano, all'epoca, aveva smentito quest'anteprima, mentre il Papa non si espresse mai, almeno ufficialmente.
L'opera ad ogni modo fu ampiamente criticata da più punti: il New York Times riportò un articolo nel quale si commentava il fatto che "quando la produzione aprì i battenti nell'ottobre del 1971, venne criticata non solo da alcuni ebrei come antisemita, ma anche da alcuni cattolici e protestanti come blasfema, in particolare nella rappresentazione di Gesù come un giovane interessatosi anche all'amore." Alcuni giorni prima della proiezione del film nelle sale, il Jewish Council for Public Affairs descrisse il film come un'"opera insidiosa" nel porre in dramma "l'antica falsità del vedere gli ebrei in toto come corresponsabili della morte di Gesù," e che esso avrebbe riacceso "fonti religiose antisemite." Jewison rispose che il film "non aveva mai avuto, ne aveva mai voluto avere alcun valore di un autentico e profondo lavoro teologico."
Tim Rice disse in un'intervista che la figura di Gesù era stata vista nell'opera attraverso gli occhi di Giuda come un mero uomo. Alcuni cristiani presero tale affermazione, assieme al fatto che il musical non mostra la risurrezione, come blasfema. Per quanto la risurrezione non sia effettivamente mostrata in maniera esplicita, la scena finale del film allude in qualche modo a quel momento con la presenza di una luce paradisiaca e figure angeliche. Alcuni hanno trovato la figura di Giuda troppo vicina allo spettatore e presentata troppo positivamente; nel film, egli dice di aver voluto donare i trenta denari d'argento ai poveri: il denaro viene menzionato nel testo evangelico, ma non le intenzioni di Giuda al riguardo. I puristi biblisti hanno inoltre evidenziato come le diverse deviazioni dal testo biblico abbiano di fatti disorientato il pubblico anziché aiutarlo a comprendere la vicenda e la sua spiritualità: ad esempio, è Pilato ad avere il sogno dell'incontro con Gesù e non la moglie come narrato nel vangelo, come pure i teologi cattolici hanno fatto notare come la frase "questo pane potrebbe essere il mio corpo" sia una definizione tipicamente protestante, per quanto Gesù dica nella frase successiva, "Questo è il mio sangue, bevete. Questo è il mio corpo, mangiate".
Il mondo musicale italiano dell'epoca rispose positivamente all'uscita del film, rivalutandone soprattutto il valore musicale e l'orecchiabilità dei pezzi che lo resero subito molto popolare: Mina promosse Everything's alright impersonando lei stessa Maddalena in coppia con Sammy Barbot (che impersonava Giuda) nel varietà televisivo Milleluci.
Claudia Mori incise una versione di I Don't Know How to Love Him.

## Riconoscimenti
- 1974 - David di Donatello
  - Miglior film straniero